# آرتورو كاسترو
آرتورو كاسترو (بالإسبانية: Arturo Castro)‏ هو ممثل مكسيكي، ولد في 21 مارس 1918 في المكسيك، وتوفي في 1975 في المكسيك بسبب نوبة قلبية.

## وصلات خارجية
- آرتورو كاسترو على موقع IMDb (الإنجليزية)
- آرتورو كاسترو على موقع قاعدة بيانات الفيلم (الإنجليزية)